# 8 prostych zasad
8 prostych zasad (ang. 8 Simple Rules... for Dating My Teenage Daughter, 2002–2005) – amerykański serial komediowy nadawany przez stację ABC od 17 września 2002 roku do 15 kwietnia 2005 roku. W Polsce nadawany na kanale Comedy Central od 15 stycznia 2010 roku.

## Opis fabuły
Cate Hennessy (Katey Sagal) do tej pory zajmowała się prowadzeniem domu i wychowaniem dzieci. Po dłuższej przerwie w pracy postanawia jednak wrócić do aktywności zawodowej. W tej sytuacji obowiązek opieki nad dwiema nastoletnimi córkami, Bridget (Kaley Cuoco) i Kerry (Amy Davidson), oraz synem Rorym (Martin Spanjers) spada na barki jej męża Paula (John Ritter). Mężczyzna pracował dotąd jako dziennikarz sportowy. Nowa rola – ojca i gospodarza domu – zaczyna go przytłaczać. Przyzwyczajony do aktywnego stylu życia i pokonywania zawodowych wyzwań Hennessy robi wszystko, by zachować bystrość umysłu. W tym celu postanawia regularnie pisać felietony. Chce się w nich dzielić z czytelnikami swoimi doświadczeniami i przemyśleniami na temat wychowania dzieci. W połowie drugiej serii aktor John Ritter umiera niespodziewanie w wyniku rozszczepienia aorty. W związku z tym serial traci głównego bohatera. Producenci decydują się kontynuować produkcję, a ojciec rodziny, grany przez Rittera, umiera również w serialu. Zostają przygotowane 2 specjalne odcinki (opowiadające o śmierci Paula i jego pogrzebie – nagrywane bez udziału publiczności), a następnie zostają wprowadzeni dodatkowi bohaterowie: ojciec Cate (James Garner) i jej siostrzeniec (David Spade).

## Główni bohaterowie
Paul Hennessy
(aktor: John Ritter w latach 2002–2003); były dziennikarz sportowy, który pracował w domu jako publicysta. Często określany jako „mistrz podwójnych standardów”, „Psycho Tata”, postrzegany też jako hipokryta, który często zawstydzał swoje dzieci, nawet jeśli chciał dla nich jak najlepiej. Niemniej kochał swoje dzieci i chciał dla nich udanej przyszłości. Paul umiera w drugim sezonie po tym, jak upadł w sklepie, gdy kupował mleko. Prawdziwy powód śmierci nie został podany, ale można przypuszczać, że było to związane z sercem– prawdziwym powodem śmierci aktora Johna Rittera.
 Cate S. Hennessy (z domu Egan)
(aktorka: Katey Sagal); żona, matka, pielęgniarka i zarazem najrozsądniejsza i najbardziej poukładana osoba w rodzinie, wdowa po śmierci Paula. Podjęła pracę pielęgniarki w szkole, do której uczęszczały jej dzieci, by móc pracować w normalnych godzinach i spędzać więcej czasu z dziećmi. Pod koniec 3 sezonu Cate zaczyna spotykać się z Edem Gibbem, (aktor: Adam Arkin) dyrektorem liceum, do którego uczęszczają jej dzieci. Początkowo, reszta rodziny, a zwłaszcza dzieci, nie przyjmuje tego za dobrze, twierdząc, że jej potencjalny związek byłby „zły na milion sposobów”, jednak w końcu go zaakceptowali. Swoje środkowe imię S=Stinky otrzymała, jako rezultat obietnicy uczynionej przez jej ojca swojemu najlepszemu przyjacielowi, że da jego imię jednemu ze swoich dzieci po tym, jak niechcący przebił przyjaciela bagnetem, gdy obaj byli pijani w Korei (podczas wojny koreańskiej); aby to ukryć Cate twierdziła, że S to skrót od Stacy.
Bridget Erin “Beach” Hennessy
(aktorka: Kaley Cuoco) Bridget to bardzo piękna, ale głupia córka Cate i Paula. Jest najstarszym dzieckiem z całej trójki. Jest przedstawiona jako stereotypowa blondynka, popularna „bomba”, którą interesuje tylko własny wygląd i nastolatkowie. Wiele razy jest wspomniane, że nosi stringi. Czasami bywa inteligentna, ale jest to rzadkie, choć czasem wzruszające, na przykład gdy opowiada o swojej ulubionej książce J.D. Salingera „Buszujący w zbożu”. Po śmierci ojca bardziej dojrzała. Najpierw czuła się winna jego śmierci, ponieważ ostatnie słowa jakie do niego powiedziała,  brzmiały: „Nienawidzę Cię”, po kłótni, do której doszło tego samego dnia rano. Wspomniane jest, że Bridget ma tatuaż, chociaż nie wiadomo, gdzie jest i co to jest. Możliwe, że jest on na dole pleców, gdyż aktorka Kaley Cuoco ma takowy, a w serialu można go kilka razy ujrzeć.
 Kerry Michelle “Care Bear” Hennessy
(aktorka: Amy Davidson) Jest drugim z trójki dzieci i nie jest z tego zbytnio zadowolona. Często postrzegana jest jako mało atrakcyjna w porównaniu ze swoją starszą siostrą, Bridget. Została zresztą oskarżona przez Bridget o kradzież jej chłopaka, Kyle’a. Jest sarkastyczna i ciągle robi złośliwe uwagi, zazwyczaj o każdym, ale najmniej o swojej matce. Jest także pełną pasji aktywistką, która dba o prawa zwierząt. Pod koniec trzeciej serii straciła dziewictwo z Bruno (był jej chłopakiem podczas jej wycieczki do Europy). Często krzyczy i łatwo wpada w gniew, ale często siostry łączą siły, przeciwstawiając się autorytetowi rodziców lub działając przeciwko szelmostwom młodszego brata. Kerry jest bardzo uzdolniona artystycznie i rysuje w szkicowniku. Jest bystrym dzieckiem, ale często okazuje swoją naiwność. Po tym jak zaczęła spotykać się z byłym chłopakiem Bridget, popularnym Kyle’em, jej własna popularność wzrosła, a ona sama zaczęła zachowywać się podobnie jak jej starsza siostra.
Rory Joseph Hennessy
(aktor: Martin Spanjers); chłopiec – najmłodsze dziecko Cate i Paula. Ciągle skarży na swoje siostry, z czego jest bardzo zadowolony. Zazwyczaj czeka, aż jego siostry zrobią coś, a wtedy skarży ojcu, żeby to zobaczył, lecz mimo to, jest ciągle uwielbiany przez ojca, ponieważ jest chłopcem. Jest wciągnięty w „program do robienia pieniędzy” razem z C.J. i jest bardzo niedojrzały, jak to najmłodsze z dzieci. Często gra w gry wideo w salonie i zawsze chciał mieć małpkę. Zdobył ją, gdy sprzedał niektóre z kart baseballowych, które otrzymał od ojca. Małpka została później sprzedana za gitarę, która miała krótki żywot, gdyż gra na niej denerwowała jego rodzinę. Cieszył się również z pokazywania swoim przyjaciołom prywatnych stron życia swojej popularnej siostry Bridget, wspomniano kiedyś, że jego przyjaciele buszowali w jej szufladzie z bielizną. Rory bardzo ciężko przeżywał śmierć ojca, co skończyło się tym, że ze złości wybił dziurę w ścianie, raniąc się w dłoń. Zamaskował to, mówiąc, że oparzył się przy wyjmowaniu brytfanki z piekarnika. Kiedy rozpoczął naukę w liceum bardzo dojrzał, choć ciągle pozostał małym Rorym.
Jim Egan
(aktor: James Garner 2003-2005); Jim brał udział w wojnie w Korei i troszczy się o swoją rodzinę. Często wymyka się z domu, aby „zadbać” o swój nałóg (pali papierosy). Obecnie jest rozwiedziony, próbował żyć na Florydzie, ale teraz mieszka w piwnicy domu swojej córki i często próbuje zbić C.J. swoją laską. Pewnego razu wysłał C.J. do Kanady, żeby kupił mu kwas acetylosalicylowy. Kiedy C.J. odkrył, że jest to po prostu aspiryna, Jim tłumaczył się: C.J., że ciągle boli go biodro, ale jego wrzód na tyłku jest teraz w Kanadzie. Był bardzo dumny z sukcesów C.J. jako nauczyciela. Kiedy biologiczny ojciec C.J. przybywa odwiedzić syna, Jim czuje się nie na miejscu. Był również zły, gdyż przygotował samochód dla C.J. (po tym jak został on pełnoprawnym nauczycielem w liceum, do którego uczęszczało rodzeństwo Hennessy), a ojciec dał C.J. samochód sportowy.
C.J. Barnes
(aktor: David Spade 2004-2005); C.J. jest trzydziestodwulatkiem, siostrzeńcem Cate, służył w wojsku. Twierdził, że analizował zdjęcia lotnicze podczas Wojny w Zatoce oraz otrzymał Purpurowe Serce za udział w walce, co zdecydowanie kontrastuje z jego generalnie dziecinnym zachowaniem. Jest nauczycielem w szkole (początkowo na zastępstwie) i często próbuje podrywać kobiety, ale mu się to nie udaje. Kiedy C.J. przybywa do rodziny Hennessych mówi, że pracował w cyrku jako obsługiwacz karuzeli. Mieszka ze swoim dziadkiem w piwnicy (wcześniej mieszkał w samochodzie (van), którego spalił ten sam dziadek). Spotykał się z Panią Krupp (nauczycielką matematyki jego kuzynek Kerry i Bridget), ale zakończył ten związek zdradzając ją ze swoją byłą dziewczyną Cheryl. C.J. popalał kiedyś mocno, ale kiedy się pojawia twierdzi, że nie zażywa już od dwóch lat.

## Obsada
- Katey Sagal jako Cate Hennessy
- John Ritter jako Paul Hennessy (1-2 sezony)
- Kaley Cuoco jako Bridget Hennessy
- Amy Davidson jako Kerry Hennessy
- Martin Spanjers(inne języki) jako Rory Hennessy
- James Garner jako Jim Egan (2–3 sezony)
- David Spade jako C.J. Barnes (2–3 sezony)
- Erin Sanders jako Riley

## Wersja polska
Wersja polska: na zlecenie Comedy Central Polska - Master Film

Tekst: Antonina Kasprzak

Nadzór merytoryczny: Katarzyna Dryńska

Lektor: Radosław Popłonikowski